# Maison Dolpire
La maison Dolpire est un immeuble d'angle entre la rue Charles Dupret et la rue de Charleville dans la ville basse à Charleroi (Belgique). Il a été construit en 1946 par l'architecte Marcel Leborgne pour Marcel Dolpire.

## Architecture
Ce bâtiment construit par Marcel Leborgne est peu connu du public. Le volume est érigé sur une parcelle de terrain équivalente et est divisé en trois niveaux. Au rez-de-chaussée, il y a des magasins et aux autres étages, des maisons. Ce bâtiment moderniste est construit selon le principe du mur-rideau, avec une façade en brique et simil-pierre. L'angle entre la rue Charles Dupret et Charlesville est arrondi et caractérisé par une grande fenêtre métallique. Un élément caractéristique et généreux qui dans sa hauteur développe une mezzanine. L'angle courbe des étages supérieurs est en retrait pour donner de l'espace aux balcons.